# Nova linha
Na computação, line feed (LF), nova linha ou quebra de linha é um caractere de controle que indica que uma linha deve ser acrescentada.  Ele possui o código ASCII 10 (0A em hexadecimal).  O LF surgiu como um comando para  impressoras usado, normalmente, junto com um retorno de carro ou carriage return (CR, um comando que fazia a cabeça da impressora retornar para a posição mais à esquerda). Após processar um par CR-LF, a cabeça da impressora deverá estar no canto esquerdo e ter avançado uma linha da página. 
No Unix, um LF é frequentemente chamado de newline: um LF é interpretado como sendo a instrução que tem o mesmo efeito que um CR-LF teria em uma impressora. Na linguagem C e muitas outras linguagens é representado por '\n'.
A linguagem de programação Java define as seqüências de escape '\n' e o '\r'. Elas são sempre representadas por 0x0A e 0x0D, respectivamente. Isto significa que um '\n' pode não ser interpretado corretamente por programas de todas as plataformas — se tais programas não forem escritos em Java. Porém, a biblioteca do Java fornece métodos capazes de lidar corretamente com a leitura e escrita de arquivos de maneira consistente em qualquer ambiente.